# Sénestis
Sénestis (gaskognisch Cenestís) ist eine französische Gemeinde mit 199 Einwohnern (Stand 1. Januar 2022) im Département Lot-et-Garonne in der Region Nouvelle-Aquitaine (vor 2016 Aquitaine). Sie gehört zum Arrondissement Marmande und zum Kanton Les Forêts de Gascogne. Die Einwohner werden Sénestissois genannt.

## Lage
Die Gemeinde Sénestis liegt an der Garonne, elf Kilometer süsüddöstlich von Marmande. Nachbargemeinden von Sénestis sind Taillebourg im Nordwesten und Norden, Fauguerolles im Norden und Nordosten, Fauillet im Osten, Lagruère im Südosten und Süden, Le Mas-d’Agenais im Süden und Westen sowie Caumont-sur-Garonne im Nordwesten.

## Bevölkerungsentwicklung
| Jahr                       | 1962 | 1968 | 1975 | 1982 | 1990 | 1999 | 2006 | 2013 | 2022 |
| Einwohner                  | 416  | 356  | 292  | 289  | 241  | 200  | 199  | 202  | 199  |
| Quellen: Cassini und INSEE |      |      |      |      |      |      |      |      |      |

## Sehenswürdigkeiten

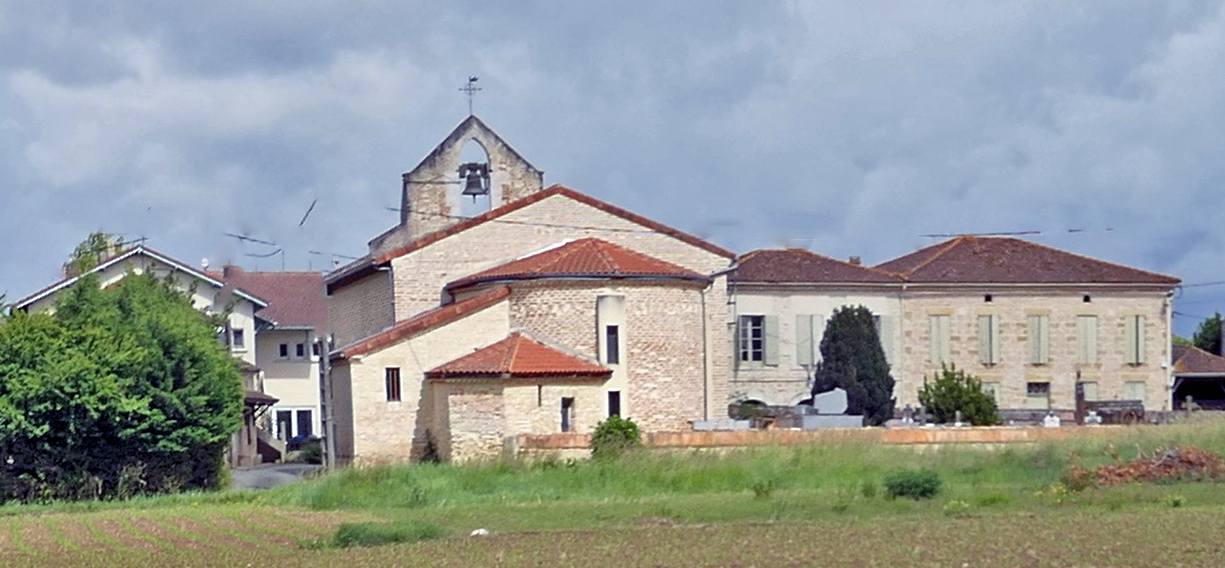
Kirche Saint-Sulpice

- Kirche Saint-Sulpice